# Auf Wiedersehen (álbum de Equinox)
Auf Wiedersehen es el álbum de estudio debut de la banda de thrash metal noruega Equinox, publicado en 1989.

## Lista de canciones
| N.º | Título              | Duración |  |
| 1.  | «Stop!»             | 3:16     |  |
| 2.  | «Auf Wiedersehen»   | 5:52     |  |
| 3.  | «The King»          | 4:32     |  |
| 4.  | «Pharaoh Dance»     | 3:12     |  |
| 5.  | «Violins»           | 3:02     |  |
| 6.  | «The Floating Man»  | 3:39     |  |
| 7.  | «House of Wonders»  | 3:32     |  |
| 8.  | «Realm of Darkness» | 4:23     |  |
| 9.  | «Dead by Dawn»      | 7:13     |  |

## Créditos
- Grim Stene – Voz y guitarra
- Tommy Skarning – Guitarra
- Skule Stene – Bajo
- Ragnar Westin – Batería